# Ivar Lindquist (filolog)
Ivar Artur Lindquist, född 31 december 1895, död 7 februari 1985, var en svensk språkforskare.
Lindquist blev filosofie doktor och docent i nordiska språk i Göteborg 1923 och docent i Lund 1925. Han ägnade sig särskilt åt runologiska forskningar och utgav bland annat den uppslagsrika Galdrar (1923), Norröna lovkväden från 800- och 900-talen (1929) och Religiösa runtexter (1933). Lindquist medarbetade under signaturen l.Lqt i Svensk uppslagsbok.
Han var professor vid Lunds universitet 1942-1961.